# Zgornje Poljčane
Zgornje Poljčane – wieś w Słowenii, w gminie Poljčane. W 2018 roku liczyła 782 mieszkańców.